# Форум стран — экспортёров газа
Форум стран — экспортёров газа (ФСЭГ; англ. Gas Exporting Countries Forum (GECF)) — это объединение стран, лидирующих в мире по экспорту природного газа, созданное при организационной поддержке России в противовес Договору об Энергетической хартии, направленному против коренных интересов стран-экспортёров энергоресурсов. По аналогии с Организацией стран — экспортёров нефти, форум часто называют «газовой ОПЕК», хотя не все его участники выступают за создание картеля.
Идея форума была озвучена в 2001 году в Тегеране, однако учреждён юридически он был после того, как идею поддержала Россия в лице президента В. В. Путина, который во время визита в Катар договорился с эмиром этой крупнейшей газодобывающей страны о координации действий в газовой сфере.
23 декабря 2008 года в Москве министры энергетики стран-участниц приняли устав ФСЭГ и подписали межправительственное соглашение, которое определяет принципы работы организации: порядок взаимоотношений со странами — потребителями газа; обмен информацией по прогнозам и реализации инвестпрограмм производителей, применению новых технологий в газовой отрасли; организацию совместной работы по сжиженному природному газу (СПГ). Штаб-квартира ФСЭГ размещена в столице Катара Дохе.
Объединяет стран-владельцев 71 % мировых запасов газа, обеспечивающих 44 % его мировой добычи, владеющих 53 % протяженности трубопроводов и выпускающих на рынок экспорта нефти 57 %

## «Газовая ОПЕК»
«Газовая ОПЕК» — условное название возможного картеля стран-производителей природного газа, устоявшееся среди российских и зарубежных журналистов. Так или иначе, само название «Газовая ОПЕК» уже противоречит сути такой организации, так как механизм торговли природным газом в принципе отличается от торговли нефтью. Эксперты отмечают, что особенности рынка вообще делают крайне затруднительным регулирование цен на газ.
Впервые о создании газового картеля, подобного ОПЕК, заговорил Владимир Путин на встрече с Сапармуратом Ниязовым в 2002 году. Но это предложение не было поддержано Туркменией.
Идеи о создании такой организации вновь появились в 2005 году. В апреле 2005 года на 5-й встрече министров стран-экспортеров газа в Порт-оф-Спейне участники форума пытались выработать механизмы, позволяющие установить более справедливые цены на газ. Была выдвинута идея о создании специальной организации с координационным центром в Дохе. Однако из-за разногласий участников а также определённого давления со стороны США и Евросоюза об этой идее стали забывать.
29 января 2007 года Высший руководитель Ирана аятолла Али Хаменеи вновь заговорил о необходимости создания газового объединения и в ходе встречи с Секретарем Совета Безопасности России Игорем Ивановым официально предложил России создать картель. Ответа Владимира Путина на это предложение не последовало, но во время своего визита на Ближний Восток он договорился с Эмиром Катара о координации действия в газовой сфере. В тот же день было заявлено, что Россия не отказалась от идеи создания международной организации экспортеров природного газа.
На 6-й встрече министров стран-экспортёров газа, которая прошла 9 апреля 2007 года в Дохе, окончательно решить вопрос о создании картеля не удалось.
21 октября 2008 года на встрече в Тегеране глава «Газпрома» Алексей Миллер и министры нефти и энергетики Ирана и Катара заявили о создании «газовой тройки». На 18 ноября планировалось окончательное оформление создания организации.
На встрече министров в 2008 году, где В. Путин предложил придать ФСЭГ статус организации, министр энергетики Венесуэлы Рафаэль Рамирес заявил что есть возможность построить на базе форума «солидную организацию, в основе которой имеются те же принципы, которые породили ОПЕК». Эта организация должна обеспечить установление справедливой цены на газ. Однако заместитель председателя правления «Газпрома» Александр Медведев сказал, что форум — это «газовый не-ОПЕК», а прямой связи между ценами на газ и объединением экспортёров этого ресурса в организацию нет.
6 августа 2009 г. Россия окончательно отказалась ратифицировать Энергетическую хартию.
9 декабря 2009 года генеральным секретарем Форума стран-экспортеров газа (ФСЭГ) избран вице-президент «Стройтрансгаза» Леонид Бохановский, чья кандидатура была выдвинута для голосования от России. 13 ноября 2011 года Леонид Бохановский был переизбран на новый срок в качестве генсека Форума.
В 2012 году Форум прошел в Экваториальной Гвинее. Основной тенденцией обсуждений стала защита поставщиками высоких цен на газ и привязки формулы долгосрочных контрактов к стоимости нефти, так как такая формула приносит выигрыш и производителям, и потребителям: позволяет окупать капиталоемкие проекты и обеспечивает долгосрочную гарантию поставок, признали в итоге участники форума. Участников Форума согласились с идеей министра энергетики РФ Александра Новака, что спотовые контракты не способствуют долгосрочным инвестициям, поэтому правильным выбором станут именно долгосрочные контракты.
Последний Форум прошёл в Москве 1-2 июля 2013 года, одним из сопредседателей которой был министр энергетики РФ Александр Новак. В саммите принимали участие лидеры стран, обладающих крупнейшими мировыми запасами газа — России, Катара и Ирана. «Тот факт, что лидеры основных газовых держав встретились в рамках ФСЭГ, говорит о том, что они понимают необходимость объединения — ведь потребители выступают единым фронтом, у них есть согласованная позиция, — комментирует глава Фонда национальной энергетической безопасности Константин Симонов. — Однако дальше этого понимания дело не идёт — страны просто не знают, что им делать для консолидации». Владимир Путин заметил, что ключевой задачей форума является выработка солидарной позиции по вопросам ценообразования и созданию условий для снижения избыточной волатильности цен. Он также добавил, что на этом рынке должны быть установлены предсказуемые и понятные правила игры, которые гарантированно не будут меняться в течение долгого времени. При этом Путин отметил, что Россия не пытается оказывать давление на потребителей, так как это «контрпродуктивно и несправедливо».
Единственным крупным достижением стало заключение ряда соглашений российских компаний с Венесуэлой. «Роснефть» и PDVSA договорились об исследованиях для оценки технико-экономической целесообразности добычи на шельфе Венесуэлы газа и газового конденсата. В дальнейшем газ будет сжижаться и поставляться как на внутренний рынок Венесуэлы, так и в другие страны.
Директор по развитию бизнеса в странах СНГ агентства Argus Вячеслав Мищенко высказался об итогах прошедших встреч в рамках форума: «Форум многими воспринимается как некий картель, пытающийся контролировать цены, однако в реальности он лишь представляет возможности для стратегического сотрудничества компаний в секторе upstream (добыча газа)».

## Реакция других стран
По опасению западных политиков, создание такого картеля позволит России установить ещё более жесткий контроль над энергопотреблением в государствах Европы. Как отметил директор Института проблем нефти и газа РАН Анатолий Дмитриевский, «негативная реакция на создание газового картеля может исходить лишь от тех политиков Запада, которые не понимают проблему и не знают особенностей функционирования этого рынка».

### США
Ещё до подписания уставных документов ФСЭГ, в 2007 году, Палата представителей конгресса США обратилась к госсекретарю Кондолизе Райс с письмом по поводу создания газовой ОПЕК. В нём зампредседателя комитета по иностранным делам палаты Илеана Роз-Летинен требует проинформировать правительство России о том, что «создание газового картеля будет рассматриваться как умышленная угроза США, а сама „газовая ОПЕК“ — не что иное, как глобальная организация по вымогательству и рэкету».

### ЕС
Для Евросоюза подписание договора ФСЭГ означало окончательный отказ России от Договора об Энергетической хартии, которая была попыткой установить контроль за добычей и транспортировкой энергоресурсов в интересах стран-импортеров и подчинить экспортёров своим интересам. Последней каплей в пользу такого решения России был очередной кризис в вопросе транспортировки российского газа через Украину в 2009 году, когда Евросоюз не смог предпринять ничего для его разрешения и инструменты Договора об Энергетической хартии снова показали недееспособность. Более того: договоренности ЕС и Украиной о модернизации её газотранспортных систем и фактически полном сломе установившихся схем продажи и поставок газа сделали Энергетическую хартию вредной для России.
В ответ на отказ России от Энергетической хартии (указ от 30 июля 2009 года опубликован 6 августа) Евросоюз попытался исключить Россию из числа поставщиков газа, запросив дополнительные объёмы у Алжира и Норвегии. Однако эта попытка потерпела неудачу: разведанные запасы Норвегии едва покрывают добычу, а экономика Алжира потребляет собственный газ в растущих количествах и в росте экспорта эта страна не заинтересована.

## Участники
К постоянным участникам ФСЭГ относятся:
- Алжир
- Боливия
- Венесуэла
- Египет
- Иран
- Катар
- Ливия
- Нигерия
- Россия
- ОАЭ (с 2012)
- Тринидад и Тобаго
- Экваториальная Гвинея

Наблюдатели:
- Ангола
- Азербайджан
- Ирак
- Казахстан
- Норвегия
- Оман
- Перу

В некоторых встречах министров также принимали участие представители Туркменистана, Брунея, Индонезии, Малайзии, Йемена. Сообщалось, что велись переговоры с Канадой и Австралией по вхождению их в ФСЭГ, также обсуждался вопрос о переходе Казахстана и Норвегии из статуса наблюдателей в статус полноценных членов. Кроме того, статус наблюдателя некоторое время имели Нидерланды.

## Цели и структура
Цели форума:
- развитие взаимопонимания, одобрение диалога между производителями, потребителями, правительствами и отраслями промышленности, связанными с энергетикой;
- создание базы для исследований и обмена опытом;
- создание устойчивого и прозрачного рынка энергии.

Форум не имел никакого устава до седьмой встречи министров, которая прошла 23 декабря 2008 года в Москве.
Придать ФСЭГ статус организации предложил В. Путин: принять устав и создать штаб-квартиру. Он также предложил разместить штаб-квартиру в Санкт-Петербурге и заявил, что Россия готова наделить организацию дипломатическим статусом и взять на себя расходы по содержанию штаб-квартиры. Однако в тот же день было решено, что штаб-квартира организации разместится в Дохе.
Уставные задачи ФСЭГ сформулированы так: «Обеспечение суверенных прав стран-членов на собственные запасы природного газа, возможность самостоятельно планировать и обеспечивать эффективную разработку и использование газа в интересах своих народов, обмен опытом, мнениями и информацией по всем аспектам развития газовой промышленности». ФСЭГ установил в качестве приоритетов долгосрочные контракты, привязку цены газа к цене нефти и нефтепродуктов, совместное противостояние односторонним дискриминационным мерам стран-потребителей.

### Генеральные секретари
| Имя                    | Страна | Период исполнения обязанностей   |
| ---------------------- | ------ | -------------------------------- |
| Леонид Бохановский     | Россия | 9 декабря 2009 — 1 января 2014   |
| Мохаммад Хоссейн Адели | Иран   | 1 января 2014 — 12 января 2018   |
| Юрий Сентюрин          | Россия | 12 января 2018 — настоящее время |

## Заседания

### Встречи министров
В рамках Форума стран-экспортёров газа прошли следующие встречи на уровне министров:
| Город         | Город         | Страна                | Год            |
| ------------- | ------------- | --------------------- | -------------- |
| Тегеран       | Тегеран       | Иран                  | 2001 (май)     |
| Алжир         | Алжир         | Алжир                 | 2002 (февраль) |
| Доха          | Доха          | Катар                 | 2003 (февраль) |
| Каир          | Каир          | Египет                | 2004 (март)    |
| Порт-оф-Спейн | Порт-оф-Спейн | Тринидад и Тобаго     | 2005 (апрель)  |
| Доха          | Доха          | Катар                 | 2007 (апрель)  |
| Москва        | Москва        | Россия                | 2008 (декабрь) |
| Доха          | Доха          | Катар                 | 2009 (июнь)    |
| Доха          | Доха          | Катар                 | 2009 (декабрь) |
| Оран          | Оран          | Алжир                 | 2010 (апрель)  |
| Доха          | Доха          | Катар                 | 2010 (декабрь) |
| Каир          | Каир          | Египет                | 2011 (июнь)    |
| Доха          | Доха          | Катар                 | 2011 (ноябрь)  |
| Малабо        | Малабо        | Экваториальная Гвинея | 2012           |
| Тегеран       | Тегеран       | Иран                  | 2013           |
| Доха          | Доха          | Катар                 | 2014           |
| Тегеран       | Тегеран       | Иран                  | 2015           |

Шестая встреча должна была состояться в Каракасе в 2006 году, но позже была перенесена в Доху, где и состоялась 9 апреля 2007 года. Седьмая встреча состоялась в 23 декабря 2008 года в Москве. Восьмая и девятая встречи прошли в Дохе, где была организована штаб-квартира ФСЭГ. В Оране (Алжир) 19 апреля 2010 года состоялась десятая министерская сессия ФСЭГ. Участвовали министры энергетики 11 стран: Алжира, Боливии, Венесуэлы, Египта, Катара, Нигерии, России, Тринидада и Тобаго, Экваториальной Гвинеи, Ирана и Ливии, присутствовали представители Нидерландов и Норвегии и Казахстана. Предложение о сокращении объёмов поставки газа на мировые рынки не было поддержано Россией и Катаром. ФСЭГ выразил намерение осуществить привязку спотовых цен (Spot price) к нефтяным и не допустить падения цен, связанного со снижением спроса на топливо из-за мирового кризиса и развития добычи сланцевого газа. Было принято решение сформировать глобальный газовый банк данных Global Gas Initiative по аналогии с Joint Oil Data Initiative и провести газовый саммит в 2011 году.

### Саммиты
В рамках ФСЭГ проходят саммиты с участием глав государств.
| Порядковый номер | Порядковый номер | Город                   | Страна  | Дата           |
| ---------------- | ---------------- | ----------------------- | ------- | -------------- |
| I                | I                | Доха                    | Катар   | 15 ноября 2011 |
| II               | II               | Москва                  | Россия  | 1 июля 2013    |
| III              | III              | Тегеран                 | Иран    | 23 ноября 2015 |
| IV               | IV               | Санта-Крус-де-ла-Сьерра | Боливия | 24 ноября 2017 |